# Carlos Fernando Galán
Carlos Fernando Galán Pachón (* 4. Juni 1977 in Bogotá) ist ein kolumbianischer Politiker und Journalist. Er ist einer der Führer der Zentrumspartei Nuevo Liberalismo.
Er ist der jüngste Sohn des Präsidentschaftskandidaten und Senators Luis Carlos Galán Sarmiento, der 1989 von der Mafia ermordet wurde. Bisher war er Stadtrat von Bogotá und Senator der Republik Kolumbien. Dreimal hat er für das Amt des Bürgermeisters von Bogotá kandidiert. Seine erste Kandidatur erfolgte 2011 für die Partei Cambio Radical, wo er 285.263 Stimmen erhielt und den vierten Platz belegte. Seine zweite Kandidatur erfolgte 2019 als Unabhängiger, bei der er mit 1.022.874 Stimmen den zweiten Platz belegte.
Am 29. Oktober 2023 wurde er nach dem Sieg bei den Kommunalwahlen mit 1.497.596 Stimmen (laut Wahlregister) zum neuen Bürgermeister von Bogotá (gewählt), der sein Amt im Palacio Liévano, dem Hauptsitz des Bürgermeisteramtes der Hauptstadt, am 1. Januar 2024 antreten wird.

## Leben
Carlos Fernando Galán Pachón wurde am 4. Juni 1977 in Bogotá geboren. Er ist der Sohn des liberalen Politikers Luis Carlos Galán und der Journalistin Gloria Pachón. Seine Brüder sind die Politiker Claudio Galán und Juan Manuel Galán. Er ist verheiratet und hat eine Tochter, Julieta Galan und einen Sohn, Juan Pablo Galan.
Er ist Oberleutnant der Reserve der kolumbianischen Luftwaffe.

### Studium
Galán hat an der Georgetown University, an der auch die US-Präsidenten Bill Clinton und Lyndon B. Johnson studiert haben, ein Studium des Auswärtigen Dienstes mit Schwerpunkt Internationale Wirtschaft absolviert. Er ist Spezialist für Regierung, Management und öffentliche Angelegenheiten an der Universidad Externado de Colombia und absolvierte ein Postgraduiertenstudium in internationalen Angelegenheiten an der Columbia University.
Er war Korrespondent der Zeitschrift Semana in Washington, Redakteur der Zeitschrift Cambio und politischer Redakteur von El Tiempo, wo er zu dem Team gehörte, das 2007 den Nationalen Journalistenpreis des Journalistenkreises von Bogotá für seine Recherchen zum Kolumbianischen Parapolitik-Skandal erhielt.

### Politische Karriere

#### Stadtrat von Bogotá
Mit der höchsten Stimmenzahl in der Geschichte des Bezirksrats (48.162 Stimmen) wurde er für die Partei Cambio Radical zum Stadtrat von Bogotá gewählt, wo er einer der Hauptgegner des abgesetzten Bürgermeisters Samuel Moreno Rojas war. Seine Anprangerungen von Unregelmäßigkeiten bei der öffentlichen Auftragsvergabe wurden zum Ausgangspunkt für die Aufdeckung des sogenannten Auftragskarussells. Er wurde von dem Projekt Concejo Cómo Vamos zweimal zum besten Stadtrat von Bogotá gewählt und von den Journalisten der Stadt zum herausragendsten Stadtrat des Jahres 2011 gekürt.

#### Erste Kandidatur für das Amt des Bürgermeisters von Bogotá
Im Jahr 2011 beschloss Galán, für das Amt des Bürgermeisters von Bogotá zu kandidieren und erhielt 285.263 Stimmen, und somit nur 13,16 Prozent.

#### Sekretär für Transparenz
2012 wurde er von der Regierung von Juan Manuel Santos zum Sekretär für Transparenz der Präsidentschaft der Republik ernannt. In dieser Position definierte und koordinierte er die Gestaltung der Antikorruptions- und Transparenzpolitik. Er vertrat Kolumbien vor den Follow-up-Mechanismen der Anti-Korruptionskonventionen der Vereinten Nationen und der Organisation Amerikanischer Staaten sowie in der OECD-Arbeitsgruppe für Bestechung.

#### Vorsitz vonCambio Radical
Galán wurde von der Partei Cambio Radical zweimal zu ihrem nationalen Vorsitzenden gewählt. In seiner ersten Amtszeit im Jahr 2011 widerrief er mehr als 300 Unterstützungen von Kandidaten im ganzen Land, deren Loyalität wegen möglicher Verbindungen zu illegalen Aktivitäten angezweifelt wurden. In seiner zweiten Amtszeit im Jahr 2013 leitete er die Partei bei den Kongress- und Präsidentschaftswahlen 2014. Im Jahr 2015 trat er von der Parteiführung zurück, da es zu tiefgreifenden Differenzen mit mehreren Mitgliedern über die Festlegung mehrerer Kandidaturen für die Kommunalwahlen 2015 kam.

#### Senator der Republik (2014–2018)
2014 wurde er für eine vierjährige Amtszeit zum Senator von Kolumbien gewählt, wo er sich in seiner legislativen Arbeit auf städtische Themen konzentrierte. Er leitete Debatten über den Bau von Massentransportsystemen, Flächennutzung, Raumplanung und die Auswirkungen des Klimawandels auf die Landnutzung. Als Senator war er Mitglied des Senatsausschusses für auswärtige Angelegenheiten, Verteidigung und internationalen Handel, Vorsitzender des Ausschusses für Nachrichtendienste und Spionageabwehr und Vorsitzender des Ausschusses für Dezentralisierung und Raumordnung.
2018 legt er nach 11 Jahren seine Mitgliedschaft in der Partei Cambio Radical und im Senat nieder. Nach der ersten Wahlrunde zur Neuwahl des Vorsitzenden, in der Germán Vargas Lleras nicht gewann, entschied sich Cambio Radical sich inhaltlich neu zu orientieren und zum Uribismus zu wechseln. Galán begründete seinen Rücktritt damit, dass er sich nicht mit dem politischen Projekt von Iván Duque identifizieren konnte.

#### Zweite Kandidatur für das Amt des Bürgermeisters von Bogotá
Galán war einer der Kandidaten bei den Bürgermeisterwahlen 2019 in Bogotá, der als unabhängiger und erneuernder Kandidat antrat und versuchte, die traditionellen politischen Spaltungen zu überwinden. Er erhielt jedoch nicht genügend Unterstützung der Wähler und belegte mit 32,5 % der Stimmen den zweiten Platz, wohingegen Claudia López, die Siegerin der Wahl, 35,2 % der Stimmen erhielt.

#### Abgeordneter von Bogotá und Kandidat für den Senat
Nachdem Galán bei den Bürgermeisterwahlen nur den zweiten Platz belegt hatte, gewährte ihm das Statut der Opposition das Recht auf einen Sitz im Stadtrat von Bogotá. Er nahm ihn an und wurde mit Unterstützung der Regierungspartei von Claudia López zum Präsidenten des Stadtrats von Bogotá gewählt und für das erste Jahr seiner Amtszeit einstimmig bestätigt.
Im Jahr 2021 trat er jedoch aus dem Stadtrat zurück, um für die Partei seines Vaters, Nuevo Liberalismo, für den Senat zu kandidieren. Sie belegte den sechsten Platz auf der geschlossenen Senatsliste des Neuen Liberalismus, aber ihre Partei erreichte nicht die Wahlhürde und blieb ohne Vertretung im Senat.

#### Dritte Kandidatur und Wahl zum Bürgermeister von Bogotá
Am 17. Juli 2023 bestätigte Galán seine Kandidatur für das Amt des Bürgermeisters von Bogotá für die Partei Nuevo Liberalismo, deren Wahlkampfslogan Bogotá camina segura (Bogotá geht sicher) lautete. Sein Regierungsprogramm stützt sich auf sieben Hauptpfeiler:
1. Bogotá geht sicher (Sicherheit und Mobilität),
2. Bogotá muss für alle seine Einwohner gleich sein (Bildung und Gesundheit),
3. Bogotá geht mit seinen Menschen (Kinder, Jugendliche, ältere Menschen, Straßenbewohner, Bauern, verschiedene Bevölkerungsgruppen und Opfer),
4. Eine freundlichere Stadt (Umwelt, Stadtplanung, Tierschutz und öffentliche Dienstleistungen),
5. Aneignung und Genuss der Stadt (Kultur, Erholung und Sport),
6. Unser Potenzial nutzen (Unternehmertum, Wissenschaft und Technologie) und
7. Eine moderne, leistungsfähige Regierung (öffentliche Verwaltung, Partizipation und Bürgerkultur).

### Bürgermeister von Bogota
Am Sonntag, den 29. Oktober 2023, wurde Carlos Fernando Galán zum Bürgermeister von Bogotá gewählt, nachdem er mehr als 1,4 Millionen Stimmen und 49,08 % der Stimmen erhalten hatte, womit er den Kandidaten Juan Daniel Oviedo überholte. Da er mehr als 40 % der Gesamtstimmen erhielt und den Kandidaten mit den zweitmeisten Stimmen um mehr als 10 Prozentpunkte schlug, konnte er einen zweiten Wahlgang vermeiden, da dies die ersten Kommunalwahlen unter diesen Bedingungen nach dem Gesetz Nr. 03 von 2019 waren, das den Artikel 323 der politischen Verfassung Kolumbiens änderte.

#### Das Kabinett für den Zeitraum 2024–2027
| Beamter                          | Stelle                                                                             | Quelle |
| -------------------------------- | ---------------------------------------------------------------------------------- | ------ |
| María Lucía Villalba             | Leiterin des Kabinetts                                                             | [ 14 ] |
| Liliana Caballero Dúran          | Generalsekretärin des Bürgermeisteramtes                                           | [ 15 ] |
| César Andrés Restrepo Flórez     | Sekretär für Sicherheit                                                            | [ 16 ] |
| Vanessa Alexandra Velasco Bernal | Sekretärin für Wohnen und Lebensraum                                               | [ 17 ] |
| Santiago Trujillo Escobar        | Sekretär für Kultur                                                                | [ 18 ] |
| Adriana Soto Carreño             | Sekretärin für Umwelt                                                              | [ 19 ] |
| Gustavo Quintero Ardila          | Sekretär der Verwaltung                                                            | [ 20 ] |
| Miguel Silva Moyano              | Sekretär für Planung                                                               | [ 21 ] |
| María del Pilar López Uribe      | Sekretärin für wirtschaftliche Entwicklung                                         | [ 22 ] |
| Isabel Segovia Ospina            | Sekretär für Bildung                                                               | [ 23 ] |
| Ana María Cadena Ruiz            | Sekretär für Finanzen                                                              | [ 24 ] |
| Gerson Orlando Bermont Galavis   | Sekretär für Gesundheit                                                            | [ 25 ] |
| Laura Marcela Tami Leal          | Sekretärin für Frauen                                                              | [ 26 ] |
| Claudia Díaz Acosta              | Sekretärin für Mobilität                                                           | [ 27 ] |
| Roberto Angulo                   | Sekretär für soziale Integration                                                   | [ 28 ] |
| José David Castellanos Orjuela   | Leiter des Referats Verwaltung und Rechtmäßigkeit                                  | [ 29 ] |
| Sandra Borda Guzmán              | Hoher Berater für internationale Beziehungen                                       | [ 30 ] |
| María Fernanda Ortiz Carrascal   | Generaldirektor von Transmilenio                                                   | [ 31 ] |
| José Leonidas Narváez Morales    | Direktor der U-Bahn-Gesellschaft von Bogotá                                        | [ 32 ] |
| Carlos Felipe Reyes              | Direktor der Gesellschaft für Stadterneuerung und -entwicklung von Bogota – Renobo | [ 33 ] |
| Víctor Saavedra Mercado          | Director von Atenea                                                                | [ 34 ] |
| Orlando Molano Pérez             | Direktor des Instituts für Stadtentwicklung – IDU                                  | [ 35 ] |
| Consuelo Ordóñez de Rincón       | Direktor der Sonderverwaltungseinheit für öffentliche Versorgungsbetriebe – UAESP  | [ 36 ] |
| Daniel García Cañón              | Direktor des Bezirksinstituts für Freizeit und Sport                               | [ 37 ] |
| Andrés Santamaría Garrido        | Direktor des Bezirksinstituts für Tourismus                                        | [ 38 ] |

#### Maßnahmen zur Wasserrationierung
Als Reaktion auf eine durch El Niño verursachte Dürre in den Reservoiren, die die Stadt mit Trinkwasser versorgen. Am 4. April 2024 kündigte Galán eine Reihe von Wasserrationierungsmaßnahmen an, die am 11. April 2024 in Kraft traten. Dabei wurden die Stadt (mit Ausnahme des Stadtteils Usme) und die umliegenden Gemeinden in neun Zonen eingeteilt, in denen die Wasserversorgung jeweils für 24 Stunden unterbrochen wurde, wobei die Unterbrechungen von einer Zone zur anderen rotierten, zunächst sobald die 24-stündige Unterbrechung in einer Zone endete, und dann mit weiteren 24 Stunden zwischen den Unterbrechungen, wenn alle Zonen mit Wasser versorgt waren.